# Estação Ferroviária de Luinha
Luinha é uma interface ferroviária no Caminho de Ferro de Luanda que serve a localidade de Luinha, na província de Cuanza Norte, em Angola. Substitui a anterior estação, desactivada após a alteração do traçado da linha.

## Serviços
A interface é servida por comboios de longo curso no trajeto Musseques–Malanje.